# Pelagornis
Pelagornis is een geslacht van uitgestorven vogels uit de Neognathae. De typesoort Pelagornis miocaenus kwam 10 tot 20 miljoen jaar geleden voor in het huidige Chili. Andere soorten zijn Pelagornis orri, P. stirtoni, P. longirostris, P. chilensis en P. sandersi.

## Etymologie
De naam 'pelagornis' is afgeleid van het Oudgrieks voor 'vogel van de open zee'.

## Kenmerken
De soort Pelagornis chilensis, beschreven in 2010, had een van de grootste spanwijdtes van alle bekende vogelsoorten: ongeveer 5,2 meter. Zonder veren was de spanwijdte 4,6 meter. In 2014 werd de soort Pelagornis sandersi beschreven, waarvan de spanwijdte zo'n 6,4 meter bedroeg. Binnen de vogels wordt alleen van de Argentavis magnificens verondersteld dat zijn totale spanwijdte nog groter was, maar dat is te danken aan langere handveren. De soorten binnen het geslacht waren allen minstens zo groot als de hedendaagse albatrossen. Overal ter wereld kwamen soorten voor.
Het gewicht van Pelagornis chilensis lag rond de 30 kilogram en de lengte rond de 1,25 meter. Door hun grote omvang konden de vogels waarschijnlijk gemakkelijk afstanden overbruggen en prooien vinden. Mogelijk staken ze tijdens de jacht hun onderkaak in het water om dan de prooi met de bek vast te grijpen. De tandachtige uitsteeksels werden daarbij gebruikt om gladde prooien zoals inktvissen vast te houden, niet om te kauwen. Dat ze met hun omvang nog konden vliegen, is deels toe te schrijven aan de dunne wand van de beenderen, zoals bij de pterosauriërs.
Van Pelagornis sandersi, die zo'n 25 à 28 miljoen jaar geleden leefde, wordt het gewicht tussen 22 en 40 kilogram geschat. Hij had korte poten en dunne beenderen. Op land was het dier wellicht niet handig. Opvliegen kon het dier niet door vanuit stilstand met zijn vleugels te slaan. Hij rekende waarschijnlijk op een kopwind of een windstoot. Eenmaal in de lucht gleed hij boven de oceaan, waar hij zijn prooien ving.
Net als de andere leden van de Pelagornithidae had Pelargonis een lange, smalle bek met puntige uitsteeksels die aan tanden doen denken.
Volgens onderzoekers zouden de vogels vooral door de lucht gezweefd hebben. Klappen met de vleugels konden ze niet; ze rekenden op opwaartse luchtstromen om de lucht in te kunnen.

## Evolutie
Vroeger werd gedacht dat Pelagornis verwant was aan pelikanen en albatrossen, maar uit latere studies blijkt dat het geslacht eerder verwant is aan eendvogels.